# High (Lighthouse Family)
High is een nummer van het Britse duo Lighthouse Family uit 1998. Het is de tweede single van hun tweede studioalbum Postcards from Heaven.
Het nummer werd een grote hit in Europa en Oceanië. In zowel het Verenigd Koninkrijk als de Vlaamse Ultratop 50 haalde het de 4e positie. In de Nederlandse Top 40 haalde het de 6e positie.

## NPO Radio 2 Top 2000
| Nummer met noteringen in de NPO Radio 2 Top 2000 | '99  | '00  | '01 | '02  | '03  | '04  | '05  | '06  | '07 | '08  | '09 | '10  |
| ------------------------------------------------ | ---- | ---- | --- | ---- | ---- | ---- | ---- | ---- | --- | ---- | --- | ---- |
| High                                             | 1019 | 1101 | -   | 1040 | 1076 | 1438 | 1646 | 1874 | -   | 1825 | -   | 1944 |

1. ↑  Een '-' betekent dat het nummer niet was genoteerd en een vetgedrukt getal geeft de hoogste notering aan.
2. ↑  Deze tabel is bijgewerkt tot en met de laatste editie (2024).